# Schortelwoensdag
Schortelwoensdag of Schorselwoensdag is de woensdag voor Pasen. De dag wordt zo genoemd omdat het klokgelui wordt opgeschort tot en met Stille Zaterdag. In de Orthodoxe traditie ontvangen de gelovigen op deze dag het 'Mysterie van de Ziekenzalving'.
Schortelwoensdag wordt in andere landen (vertaald) ook wel 'Heilige Woensdag', 'Grote Woensdag' of 'Verraadsdag' genoemd.

## Verhaal
In de evangeliën staat het verhaal waarop Schortelwoensdag betrekking heeft:
- Matteüs 26:1-16
- Marcus 14:1-14
- Lucas 22:1-6
- Johannes 12:2-8

De verhalen verschillen onderling, maar komen in hoofdlijnen op het volgende neer:
Op deze dag sprak Judas Iskariot voor het eerst met het sanhedrin over het verraden van Jezus. Het sanhedrin was namelijk bij elkaar gekomen en had besloten dat ze Jezus wilden doden, indien mogelijk nog voor het Paschafeest. Ondertussen wordt Jezus gezalfd door Maria, de zus van Marta en Lazarus, met dure nardusolie. Enkele discipelen zijn hier kwaad over, want de olie had verkocht kunnen worden voor veel geld waarmee weer arme mensen ondersteund konden worden. Judas vertrekt hierop naar het sanhedrin en biedt zijn diensten aan, hij wil Jezus wel verraden voor geld. Vanaf dat moment keek Judas uit naar een geschikte mogelijkheid om zonder te veel oproer Jezus gevangen te laten nemen.

## Lokale gebruiken
- Spanje: de dag is met ceremonies ingekleed en het eerste deel van de Goede Week-viering wordt afgesloten.
- Polen: hier was een traditie in gebruik waarbij kinderen een Judaspop van de kerktrappen gooiden, die vervolgens door het dorp getrokken werd waarbij hij werd geslagen en bekogeld met stenen. De restanten werden verdronken in een nabijgelegen meertje of riviertje.[1]

Palmzondag · Schortelwoensdag · Witte Donderdag · Goede Vrijdag · Stille Zaterdag · Paaswake · Pasen